# Союз-2 (ракета-носій)

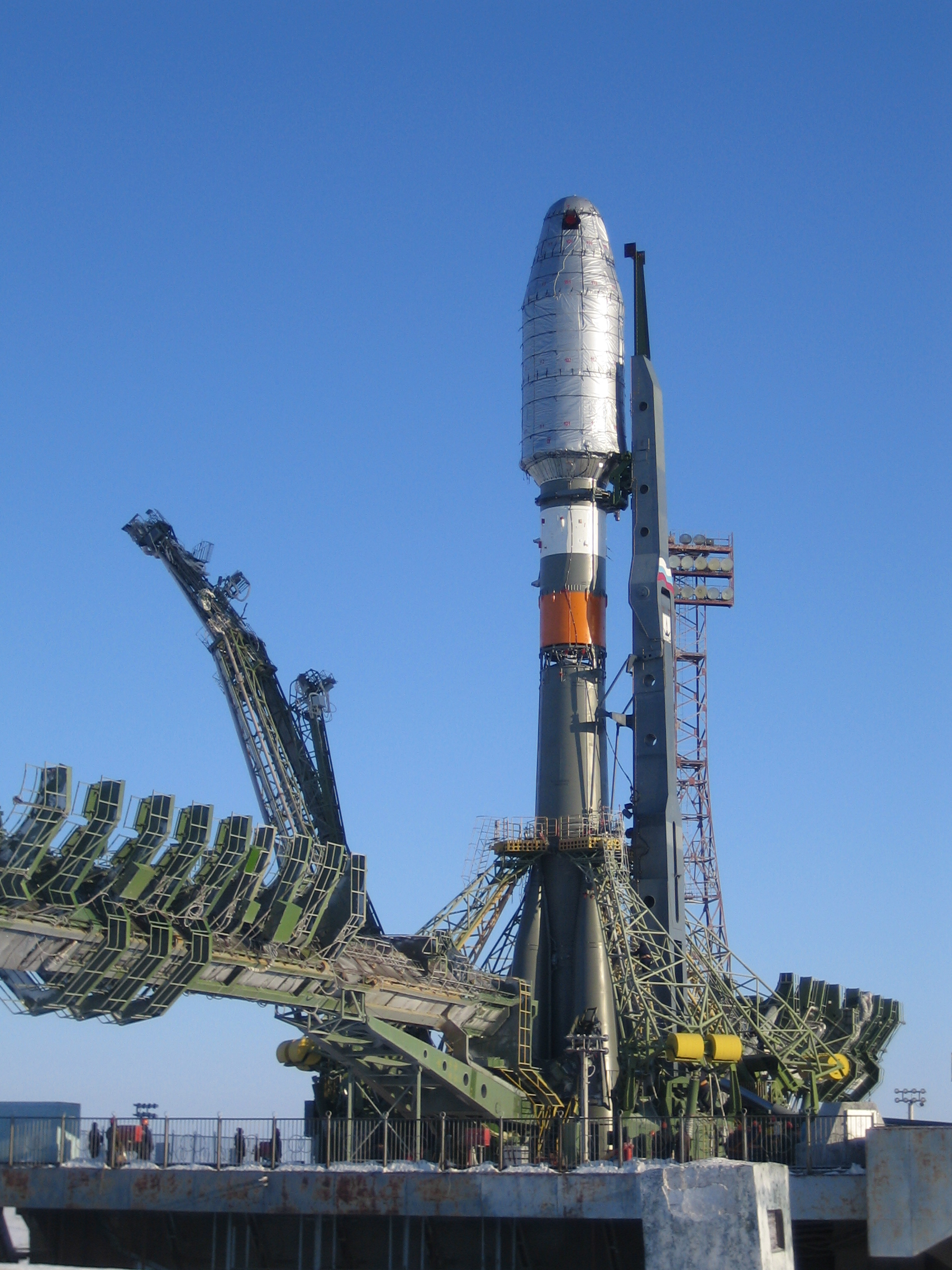
Встановлення ракети-носія «Союз-2» з КА MetOp-A на стартовий майданчик.

«Союз-2» — російська родина ракет-носіїв, створена на основі ракети-носія «Союз-У» глибокою модернізацією. Належить до ракет середнього класу. Розробку здійснило ГНПРКЦ «ЦСКБ-Прогрес» (Самара). Маса корисного вантажу, що виводиться на низьку орбіту Землі — від 2800 кг до 9200 кг залежно від модифікації і точки запуску.
Частина сімейства ракет-носіїв Р-7. Проектна назва — «Русь».

## Призначення
Ракети призначені для виведення космічних апаратів на низькі й середні орбіти з наявних стартових комплексів. Передбачається запуск пілотованих і вантажних космічних кораблів за програмою Міжнародної космічної станції. Після введення в експлуатацію «Союз-2» ракети «Союз-У», «Союз-ФГ» і «Молнія-М» можуть бути замінені однією універсальною ракетою-носієм «Союз-2.1б».

## Обтічники для непілотованих запусків
РН «Союз-2» застосовується для різних непілотованих запусків, зокрема просувається компанією Старсем для комерційних запусків супутників. При цьому використовуються такі типи обтічників корисного вантажу:
- Вантажний космічний корабель Прогрес (КА) використовується для доставки різних вантажів на МКС (як раніше використовувався для доставки на станцію Мир). Корабель використовує спеціалізований обтікач (однаковий для Союз-У, Союз-ФГ і «Союз-2»);
- тип обтікача А використовується для комерційних запусків. Крім «Союз-2» використовується на Союз-У, Союз-ФГ;
- тип обтікача С використовується для комерційних запусків Старсем. Обтікач має зовнішній діаметр 3,7 м і довжину 7,7 м. Розгінний блок Фрегат захований під обтікачем разом з корисним вантажем;
- тип обтікача СЛ використовується для комерційних запусків Старсем. Обтікач має зовнішній діаметр 3,7 м і довжину 8,45 м. Розгінний блок Фрегат захований під обтікач разом з корисним навантаженням. Цей тип обтікача використовувався для запуску космічного апарата Корот;
- тип СТ використовується для комерційних запусків компанії Старсем. Обтікач має зовнішній діаметр 4,1 м і довжину 11,4 м. Цей тип може використовуватись тільки разом з «Союзом-2», оскільки аналогові системи управління не здатні стабілізувати політ, парируючи аеродинамічні збурення, що виникають при польоті з обтікачем такого розміру. Він адаптований до РН Аріан-4[2]. Це єдиний тип обтікач, пропонований Старсем і Arianespace при запуску з Куру. Він використовувався для запуску КА MetOp-A.

## Стартові майданчики

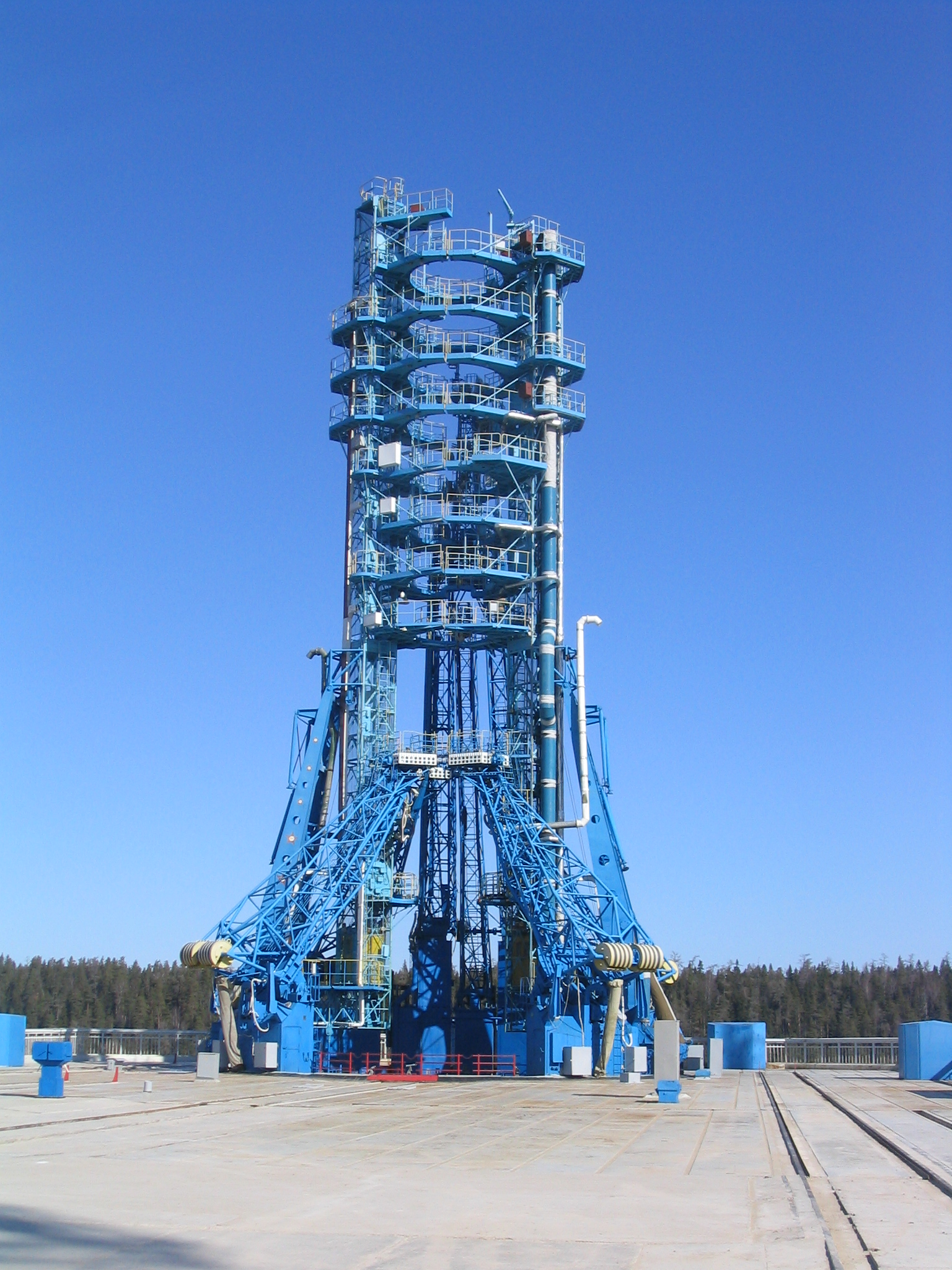
Порожній стартовий комплекс 43/4 в Плесецьку

Конструктивно ракета-носій Союз-2 є модифікацією ракети-носія Союз-У, тому запуск можливий з будь-якого стартового комплексу, призначеного для запуску ракет-носіїв сімейства Р7 після установки специфічного для Союзу-2 обладнання і прокладання відповідних кабелів зв'язку.
На сьогодні переобладнані під запуск Союзу-2 такі стартові комплекси:
- Плесецьк, майданчик 43 / старт № 4 (обладнання для старіших ракет-носіїв демонтовано, тому запускати з цього стартового комплексу можна тільки Союз-2);
- Байконур, майданчик 31 (в монтажно-випробному комплексі (МВК) і на стартовому комплексі встановлено обладнання для перевірки й запуску Союз-У/Союз-ФГ, і для Союз-2, тому з цього майданчика здійснюються запуски усіх перерахованих ракет-носіїв).

Планується доробка під запуск РН Союз-2 таких стартових комплексів:
- Плесецьк, майданчик 43 / старт № 3 (використовується загальний для майданчика 43 МВК, тому доопрацювання не потрібне);
- Плесецьк, майданчик 16;
- Байконур, майданчик 1 (так званий «Гагарінський старт», звідки здійснюються всі російські пілотовані запуски).

Крім перерахованих вище майданчиків для запуску Союз-2 (модифікацій СТА, СТБ) спеціально збудований стартовий комплекс в Гвіанському космічному центрі (ГКЦ), технологія запуску з якого кардинально відрізняється від запусків з Плесецька і Байконура:
- У монтажно-випробному комплексі (МВК) збирається тільки ракета, без її стикування з космічною головною частиною (складається з космічного апарата, обтічника і, опціонально, розгінного блоку «Фрегат»). Ракета вивозиться і встановлюється на стартовий комплекс «без голови». На російських космодромах ракета вивозиться з МВК зібраною з головною частиною;
- Головна частина збирається, вивозиться і встановлюється на РН у вертикальному положенні. Це пов'язано з тим, що багато європейських космічних апаратів не переносять викривляючих бічних навантажень, неминучих при стикуванні апарата з РН і перевезеннях зібраної конструкції в горизонтальному положенні;
- Після установки РН на неї накочують по рейках спеціальну конструкцію — мобільну вежу обслуговування, яка закриває від екваторіальної погоди персонал, що працює з РН, і містить майданчики, ліфти та інші засоби зручного доступу до різних частин ракети. Здійснюється установка головної частини та операції з підготовки РН до пуску;
- На відміну від російських космодромів керування пуском здійснюється не з підземних бункерів, які розташовані порівняно близько до стартового столу, а зі звичайного будинку з відстані більше 1 км від стартового столу. Великі довжини з'єднань вимагали додаткової адаптації систем стартового комплексу;
- За попередньою інформацією операції підключення та відключення заправного обладнання будуть автоматизовані завдяки тому, що стартовий стіл для Союз-СТ не обертається і точки підключення заправного устаткування знаходяться завжди в одному місці. У Плесецьку і на Байконурі Союз-2 запускається зі стартового столу, що обертається по азимуту, а це ускладнює автоматизацію заправних операцій.

## Модифікації
Сімейство носіїв складається з кількох модифікацій РН (раніше передбачалося, що це будуть послідовні етапи модернізації однієї ракети):
| Версія | Індекс  | КН на НОО, кг                          | КН на ССО, кг        | КН на ГПО, кг | Маса РН, т | РУ 1 ст         | РУ 2 ст | РУ 3 ст | Тип РБ | СК                         | Примітки |
| ------ | ------- | -------------------------------------- | -------------------- | ------------- | ---------- | --------------- | ------- | ------- | ------ | -------------------------- | -------- |
| 1а     | 14А14   | Плесецьк 5900-6830, Байконур 5500-7020 |                      |               | 312        | РД-107А         | РД-108А | РД-0110 | Фрегат | Плесецьк 43/4, Байконур 31 |          |
| 1б     | 14А14   | Плесецьк 6900-7835, Байконур 6500-8250 | Плесецьк 4900        |               | 312        | РД-107А         | РД-108А | РД-0124 | Фрегат | Плесецьк 43/4, Байконур 31 |          |
| 1в     | 131КС   | Плесецьк 2800, Байконур 2850           | 1500 кг (c БВ Волга) |               | 157–160    | НК-33, РД-0110Р | РД-0124 | немає   | Волга  | Плесецьк 43/4              |          |
| СТА    | 372РН21 |                                        | 4230                 | 2850          | 312        | РД-107А         | РД-108А | РД-0110 | Фрегат | ГКЦ                        |          |
| СТБ    | 372РН21 | 9000-9200                              | 4900                 | 3240          | 312        | РД-107А         | РД-108А | РД-0124 | Фрегат | ГКЦ                        |          |

### Союз-2.1а
Перша модифікація передбачала заміну двох аналогових систем управління єдиною цифровою російського виробництва, що дозволило значно підвищити точність виведення, стійкість і керованість ракети, крім того знизило залежність від імпортних комплектуючих при виробництві РН. Застосування нової системи управління дозволило використовувати збільшені головні обтічники та відповідно збільшити розміри корисного навантаження. Нова система управління розподілена по всій ракеті: на третьому ступені встановлені бортові цифрові обчислювальні машини (БЦОМ), навігаційні прилади та обладнання перетворення інформації з датчиків та формування команд для елементів керування третього ступеня, обладнання перетворення інформації з датчиків та формування команд для елементів управління інших блоків (центрального і бічних) розміщені безпосередньо в цих блоках, перетворювальне обладнання з'єднується з БЦОМ кодованими лініями зв'язку.
На цьому етапі передбачено також використання модернізованих (порівняно з ракетою-носієм Союз-У) двигунів на блоках першого і другого ступенів — з метою підвищення ефективності двигунів застосовані нові форсункові головки, що забезпечують ефективніше сумішоутворення, що збільшує масу виведеного корисного навантаження (на низьку орбіту) приблизно на 300 кг. Конструкція третього ступеня розрахована на застосування обох типів двигунів — РД-0110, що використовувався і на попередніх модифікаціях, і РД-0124. Співвідношення обсягів баків «О» і «Г» змінено з урахуванням вимог для двигуна РД-0124, внаслідок чого бак гасу отримав трохи «чечевицеподібну» форму.
Ця модифікація може застосовуватись самостійно або з використанням розгінного блоку Фрегат.

### Союз-2.1б
Порівняно з варіантом «Союз-2.1а» як двигун третього ступеня використовується РД-0124 розробки КБ Хімавтоматика з підвищеною питомою тягою до 359 с і поліпшеною керованістю завдяки можливості зміни вектора тяги основних камер замість застосування малоефективних рульових сопел на затурбінному («помнутому») газі. Використання іншого типу пального (гас РГ-1 замість гасу Т-1) змінило співвідношення обсягів компонентів, що заправляються, і, як наслідок, спричинило переробку конструкції блоку І.
Ця модифікація може застосовуватися самостійно або з використанням розгінного блоку Фрегат.
Модифікація простіше (містить менше елементів) ніж 1а, через застосування досконалішого двигуна і здатна замінити 1а у всіх варіантах застосування. Її недоліки виникають з її переваг: новий двигун робить модифікацію дорожчою через необхідність окуплення витрат на дослідницько-конструкторські роботи, він помітно більш матеріалоємний, і він же не дозволяє поширити статистику успішних пусків Союз-У і Союз-ФГ на цю модифікацію ракети, що поки не дозволяє застосовувати її для особливо відповідальних запусків, наприклад, в пілотованій космонавтиці.

### Союз-СТА
Для забезпечення комерційних запусків з космодрому Куру на базі ракети-носія «Союз-2.1а» створюється модифікована ракета-носій «Союз-СТ» (Союз-СТА). Основні відмінності ракети від базового варіанту — доопрацювання системи управління для прийому телекоманд з землі на припинення польоту і передачі телеметрії на європейські наземні станції прийому телеметричної інформації.
Основні відмінності між СТА і 1а в технології підготовки і запуску РН з Куру порівняно зі застосовуваними в Плесецьку і Байконурі.
Перший запуск «Союз-СТ» відбувся 17 грудня 2011 року. Перша партія російського обладнання для стартового комплексу ракет-носіїв «Союз» прибула в Куру 2008 року. На початку 2011 відбулись комплексні випробування стартового комплексу.
Передбачена по завершенню комплексних випробувань пускова кампанія відкладена через відсутність або неготовність корисного навантаження.

### Союз-СТБ
Варіант «Союз-СТ» для запуску з космодрому Куру на базі «Союз-2.1б», відмінності подібні відмінностям між СТА і Союз-2.1а. Перший запуск «Союз-СТБ» відбувся 21 жовтня 2011 року.

### Союз-2.1в
Союз-2.1в (Союз-1) — російська двоступенева ракета-носій легкого класу для запуску малих космічних апаратів зі стартових комплексів ракети-носія (РН) «Союз-2». Розробляється на базі РН « Союзу 2» етапу 1б, передбачає зняття бічних блоків, установку на центральному блоці двигуна НК-33А і рульового двигуна РД-0110Р (розробки ВАТ «КБХА»). Другий ступінь створюється доопрацюванням блоку третього ступеня РН « Союзу 2» етапу 1б.
Створення РН «Союз-2» етапу 1в з використанням блоків РН «Союзу 2-1б», наявного технічного та стартового комплексів дозволяє значно знизити витрати на розробку, експлуатацію і запуск.

#### Історія проєкту
Протягом першого десятиліття 21-го століття, ЦСКБ Прогрес у Самарі, розробник серії ракет Союз, продовжувало вдосконалення цього сімейства ракет-носіїв. Приблизно 2007 року, після своєї стратегії скромних поліпшень обмеженими засобами, ЦСКБ Прогрес запропонувало ще один проміжний крок на шляху до інтеграції двигунів НК-33, успадкованих від ракети Н-1 сімейством носіїв Союз.
Ідея модернізації «Союз-2» під ракету легкого класу прибиранням бічних блоків і заміною двигунів центрального ступеня свого часу не мала значної підтримки.
Колишній командувач Космічними військами Поповкін захопився перспективою модернізації після стендових випробувань Кузнецовського двигуна НК-33. Двигун пройшов пропалювання бездоганно, показав чудові експлуатаційні характеристики попри те, що пролежав у запасниках багато десятиліть.
Потім вийшла постанова уряду, підписана прем'єр-міністром В. В. Путіним, про реалізацію цього проекту.
Плани у ЦСКБ Прогрес досить напружені: планувалось запустити «Союз-2.1в» не пізніше 2010 року. Але згодом, термін пересунувся на перший квартал 2011 року. Ці плани теж були скориговані і запуск відбувся  28 грудня 2013 р. з корисним навантаженням в дві калібрувальні сфери СКРЛ-756 та супутником Аіст № 1 з космодрому Плесецьк 43/4

#### Конструкція
Стандартний головний обтічник корисного навантаження ракети Союз-2.1в матиме діаметр три метри.

Конструктивна схема Союз-2.1в

##### Зміни
Вимога, якої самарці одразу почали дотримуватись — уникнути за можливості будь-яких новацій. Тому для першого запуску відкинули ідею переходу з бортової машини «Малахіт-3» на «Малахіт-7». Політ відбудеться з традиційною машиною. Обсяг робіт значний: заміна двигуна передбачає розробку нових приладів. У складі рухового блоку буде використана нова рульова машинка розробки Санкт-Петербурзького «Арсеналу».
Вона вимагатиме розробки спеціальних перетворювачів, що забезпечують приведення їх цифрового виходу до відповідного коду, знадобиться доопрацювання перетворювача всіх датчикових сигналів з цього двигуна, а також доопрацювання алгоритмів і програм наземної, контрольно-випробувальної і бортової апаратури. Доопрацювання торкнеться і алгоритмів стабілізації, напевно, алгоритми навігації теж будуть змінені. Номенклатура вирішуваних питань зачіпає практично всі напрямки конструкторської діяльності.
Головною відмінністю ракет-носіїв Союз-2.1в від інших ракет в сімействі Союз буде нижня частина першого ступеня носія з двигуном НК-33-1. Вона більшого діаметра, ніж у попередніх ракет, подібне може перейти на носій Союз-2-3. Крім того, Союз-2.1в матиме чотири нові вкладення навколо «талії» її першого ступеня. Ці пристрої будуть підключені до тюльпана, як звичайні носії на стартовому майданчику, тримаючи ракету до моменту старту. Нарешті, в його хвостовій частині буде потрібно інтегрувати чотири роз'єми для напрямних пристроїв, що тягнутимуться від стартового майданчика, який зазвичай тримає прискорювачі.
Для забезпечення стійкості і керованості, і роботи систем регулювання на РН «Союз-2.1в» використовується система управління з РН « Союзу 2-1б» етапу 1б з доопрацюванням програмно-математичного забезпечення і зміною приладового складу.
На РН «Союз-2.1в» для з’єднання зі стартовим пристроєм зроблено такі доопрацювання:
- на блоці ступеня «Я» встановлюються 4 кронштейни для несних стріл стартового столу;
- на хвостовому відсіку блоку «I» встановлюються 4 кронштейни для пристроїв напрямку стартової споруди.

Порівняно з варіантом «Союзу 2-1б» двигуном центрального блоку використовується НК-33 розробки СНТК ім. Н. Д. Кузнєцова, що має більш ніж удвічі більшу тягу, порівняно з використовуваним на Союзу 2-1б і Союзу 2-1б РД-108. НК-33 без форсування, установки вузла хитання і рульових машин. Рульовим двигуном буде спеціальна версія двигуна РД-0110 з третього ступеня РН Союз, при цьому 4 камери РД-0110Р (Р — «рульовий») розташуються навколо НК-33. Крім того, виключаються бічні блоки. Це ракета легкого класу, з середньою вантажністю 2800 кг на низьку (200 км) орбіту Землі.
Ця модифікація буде використовувати уніфіковані з іншими варіантами стартовий комплекс і систему управління. Можливо саме ця модифікація буде основою РН Союз-2-3.
Виготовляються деякі елементів конструкції (блоку баків) ракети для стендових випробувань.
У разі успішних випробувань і введення в експлуатацію буде конкурувати з РН Ангара-1 і Вега.
Модифікація раніше була відома як Союз-1.

#### Використання
«Союз-2.1в» може використовуватись з блоком виведення «БВ Волга», що розробляється «ЦСКБ-Прогрес». Перший запуск очікувався 2012 року з космодрому Плесецьк. Блок має рушійну установку на компонентах НДМГ/АТ, розвиває тягу 2,94 кН (0,3 тс) і забезпечує питомий імпульс 307 с. Крім того, діаметр нижньої частини основного ступеня збільшать з 2050 до 2660 міліметрів. Довжина блоку 1025 м, діаметр 3200 м. Стартова маса 1140–1740 кг, суха — 840 кг. Маса корисного навантаження на ССО — 1500 кг.
Від Союзу-2 залишилась система управління з БЦОМ, оскільки для перебудування системи управління під настільки радикальні зміни потрібна гнучкість БЦОМ.
Блок І від Союзу 2-1б. Нижня частина Блоку А збільшена в діаметрі до 2,66 м. Тягооснащеність його досить нормальна, оскільки використовується форсований двигун НК-33-1 зі збільшеною тягою.
Первинний варіант зі стартовою масою 138т припускав недозаправку ступеня на 20т і тягу на старті 185 тс. Збільшення стартової маси до 158т можливо означає, що НК-33-1 на старті короткочасно форсується до 190–195 тс.
У червні 2010 року голова ЦСКБ Прогрес Олександр Кирилін повідомив офіційним російським ЗМІ, що перший запуск Союз-2.1в відбудеться наприкінці 2011 року. За словами Кириліна, усі контракти на підсистеми живлення, зокрема числі двигуна НК-33, управління польотом і телеметричні системи вже підписані. Доповнення до ескізного проекту ракети-носія запланували, щоб подати його для офіційного розгляду та затвердження 17-18 червня 2010 року. Спеціальні групи розглянуть та оцінять доцільність необхідності поновлення роботи стартових майданчиків № 3 та № 4 в Плесецьку для розміщення пускових установок носіїв Союз-2 і Союз-2.1в.
У середині 2010 року представники ЦСКБ Прогрес заявили, що виготовлення тестової версії основних ступенів Союз-2.1в у стадії реалізації. Водночас його «холодний» вивіз запланували на кінець того ж року.
У лютому 2011 року генерал-лейтенант Олег Остапенко, командувач Космічними військами Росії, повідомив російським ЗМІ, що перший запуск Союз-2.1в не може відбутися протягом 2011 року, у зв'язку з відсутністю корисного навантаження. Водночас, Остапенко планує візит до Самари для обговорення з ЦСКБ Прогрес подальшого графіку розвитку. Однак тільки через місяць представник Космічних військ Росії Олексій Золотухін підтвердив, що Союз-2.1в полетить 2011 року. За неофіційною інформацією під час першого тестового запуску, який планувався наприкінці року, носій буде нести супутник Аіст, розроблений в ЦСКБ Прогрес. В середини травня 2011 року запуск обіцяли на початку 2012 року.
Під час Паризької авіаційно-космічної виставки в Ле Бурже у червні 2011 року перший запуск обіцяли у квітні 2012 року. Водночас відвантаження першого літального апарата до Плесецька очікували 15 грудня 2011 року. Корисним навантаженням ракети для першого запуску затвердили супутники Михайло Ломоносов і Аіст.
Програма льотних випробувань ракети Союз-2.1в з п'яти кваліфікаційних запусків мала закінчитись 2014 року.

#### Значення
На Союз-2.1в буде випробуваний блок А для Союзу-2-3 в складі: нової конструкції паливного відсіку, хвостового відсіку без баків перекису, маршового двигуна НК-33, рульового двигуна РД-0110Р, модернізованої системи управління.

## Переваги та недоліки
Союз-2, є модернізацією РН Союз-У тому має свій набір переваг і недоліків порівняно з іншими РН свого класу.
Переваги:
- відпрацьована конструкція (разом з Союз-У і Союз-ФГ на початок 2011 року відбулось майже 800 запусків), при цьому одна з найбільш низькоаварійних РН у світі;
- низьконапружені двигуни (тиск у двигунах етапу 1а не більше 70 атмосфер, для 1б не більше 160 атмосфер), що дає великий запас надійності;
- освоєне виробництво (налагоджений техпроцес), що означає низький відсоток браку, відпрацьовані технології контролю, низьку собівартість продукції.

Недоліки:
- наявність атавізмів конструкції зменшує масову досконалість (співвідношення маси корисного навантаження до стартової маси), порівняно з тією, яку можна було б досягти, використовуючи сучасніші технічні рішення;
- використання перекису водню для роботи турбонасосних агрегатів двигунів першого і другого ступеня замість використання тих же компонентів, що використовує РРД;
- використання важкого азоту (а не гелію, як на новіших РН) для наддуву баків;
- використання РРД відкритого циклу, що мають менший ККД, ніж РРД закритого циклу;
- через історичне використання поворотного стартового столу відсутня автоматизація операцій заправки РН, вручну здійснюється стикування електро- і пневмоз'єднань при установці РН на старт, що вимагає багато обслуговчого персоналу і збільшує вплив людських помилок при підготовці до запуску РН;
- через підвіску РН за верхню частину першого ступеня, а не установку РН «на днище», як у нових РН, потрібен порівняно складний стартовий комплекс (характерна форма — «тюльпан»).

## Випробування
Випробування РН модифікації 1а почались у жовтні 2004 року і закінчились запуском КА Меридіан-3 в листопаді 2010 року.
Випробування модифікації 1б почались у грудні 2006 року і тривали станом на березень 2011 року. 17 вересня носій Союз-2.1б вивів на орбіту кілька КА, зокрема супутник Стерх. Причому старт відбувся з 3 спроби.
Випробування модифікації Союз-СТА почались у травні 2010 року з випробувань на технічній позиції. До березня 2011 року на ТП випробували дві РН Союз-СТА. Початок комплексних випробувань на стартовому комплексі планували у квітні 2011 року, льотних — влітку 2011.
Початок випробувань модифікації 1в планували в третьому кварталі 2011 року.
До 2011 року в рамках випробувань відбулось 10 запусків (6 — модифікації 1а, 4 — модифікації 1б).
Всі запуски в рамках льотних випробувань, за винятком першого запуску модифікації 1а, відбувались з виведенням комерційного корисного навантаження. Очікуваний обсяг льотних випробувань — не менш п’яти запусків кожної модифікації.